# Luis Despuig
Luis o Lluís Despuig (Játiva, c. 1410 - Valencia, 3 de octubre de 1482) fue un noble valenciano, oriundo de Játiva, que alcanzó el cargo de Maestre de la Orden de Montesa y cosechó una extensa labor al servicio de los reyes de la Corona de Aragón.
Perteneciente a las filas de la baja nobleza, Luis Despuig es hijo de un oficial real, Bernat (Bernardo) Despuig, baile de Játiva. Desde joven se vincula a la Orden de Santa María de Montesa donde hace carrera y ostenta diferentes cargos como los de Alférez, Comendador de Perputxent y Clavero, hasta que alcanza la dignidad maestral en 1453. Al mismo tiempo, el caballero setabente entra a formar parte de la Corte de Alfonso V el Magnánimo, gracias a los lazos de fidelidad que unen a los Despuig y la rama aragonesa de los Trastámara. A partir de aquí, va a servir fielmente a la Corona de Aragón durante 51 años (1431-1482) y tres reinados diferentes (Alfonso V, Juan II y Fernando el Católico).

## Orígenes familiares
Luis pertenece al linaje bajonobiliario de los Despuig de Játiva. Su padre es Bernat Despuig y sus hermanos Francesc y Bernat. Se conoce que no es el hijo primogénito, sino que parte bajo la condición de segundón o hijo menor. Aunque la información que se posee no esclarece con seguridad si es el tercero de los hermanos o el segundogénito.
La familia Despuig está ligada al cargo de la Bailía de Játiva, la cual ocupan durante todo el siglo XV (el cargo es ostentado por el padre y los hermanos de Luis). En este sentido, la vinculación de cargos a linajes concretos es algo corriente en los siglos finales de la Edad Media, por un lado favorece la ascensión social de estas familias y, por otro lado, beneficia a la monarquía a la hora de conseguir fuertes aliados en las ciudades.
No obstante, la estrecha relación que guarda el conjunto del linaje con la monarquía no se limita exclusivamente a la administración del patrimonio real local mediante la bailía sino que además presenta una amplia trayectoria de servicios militares y políticos. A Bernat Despuig (padre) se atribuyen parte de las negociaciones entre Martín el Humano y el pontífice Benedicto XIII para la incorporación de la Orden de San Jorge de Alfama a la Orden de Montesa en 1399. Mientras que los hermanos Francesc y Bernat, ambos caballeros, participan en diferentes escenarios de las guerras de Alfonso el Magnánimo, como la expedición naval de 1420 o las campañas hispánicas de los años 20.

## Biografía

### Los primeros años
Su etapa de juventud está marcada por dos circunstancias: la vinculación a la Orden de Montesa y su ingreso en la Corte Real.
Comienza su carrera como caballero de Montesa tomando el hábito de manos del maestre frey Romeu de Corbera (1410-1445). No hay mucha información sobre su papel dentro de la orden en estos primeros años de formación, únicamente su nombramiento como alférez en 1430. Un cargo más simbólico que productivo que conllevaba ser el encargado de portar el estandarte de la milicia cuando ésta participaba en un litigio armado. Más tarde continuaría escalando dentro de la jerarquía interna montesiana recibiendo el cargo de Comendador de Perputxent.
El otro hecho que caracteriza los primeros años de Luis Despuig es su ingreso en la Corte de Alfonso el Magnánimo. En 1431 entra a prestar servicios como lloctinent de senyaler, uno de los oficios cortesanos denominados menores, que le abre la vía para promocionarse al servicio de la monarquía. La razón de este ingreso en la Corte la explica J.L. Ortega Pérez en los siguientes términos:

Una circunstancia que responde tanto a la elección de una vía prometedora de promocionarse a título personal, como una iniciativa del cap de familia de colocar a su parentela y afines dentro de las esferas del poder. Y es que durante el siglo XV es constante el esfuerzo de determinadas familias nobles por ocupar importantes cargos en las instituciones reales, tanto en los aparatos centrales o al servicio directo del monarca como en sus órganos territoriales. Una presencia que no sólo viene propiciada desde los círculos aristocráticos, sino que cuenta con un segundo agente fundamental: la monarquía. Es la propia Corona la que, interesada en ejercer un control más efectivo sobre el país, impulsa una política de acercamiento hacia la nobleza y las oligarquías urbanas de cada territorio. Pues habríamos de destacar la gran capacidad de maniobra y fuerza de la que gozan, en este momento, unas oligarquías urbanas reforzadas a consecuencia de las continuas luchas de bandos. La inserción de estos poderosos locales dentro de los aparatos burocráticos del Estado —sometidos a la autoridad del rey— constituía pues, un práctico modo de controlarlos.

### Las guerras de Nápoles: servicio militar y maduración profesional (1432-1442)
La campaña que en 1432 toma tierra en Sicilia para convertir la isla en base de operaciones para la futura conquista de Nápoles ve acontecer los primeros pasos armados del caballero de Montesa. Ejerciendo el oficio de lloctinent de senyaler del senyor rey frey Luis Despuig se embarca en la armada real junto al resto de caballeros cortesanos y miembros de la clientela militar del rey. Tras esta primera expedición promociona al oficio de banderer o estandarder, y continúa prestando sus servicios como militar durante toda la conquista del reino napolitano.
Es sobre todo durante el año 1441 cuando va a mostrar una mayor actividad, tanto en la campaña de verano como en la de otoño. Campañas que son definitivas para la victoria real sobre las tropas de Renato de Anjou. En la primera de ellas, el rey parte hacia el noroeste de Nápoles al frente del grueso del ejército. El objetivo: capturar varios castillos y posesiones de Francesco Sforza mientras en la capital el resto de sus tropas mantenían el cerco. En dicha expedición Luis Despuig dirige un grupo de 12 combatientes a caballo bajo el rango de capitán, y en un momento determinado, se le presenta una oportunidad de destacar: la batalla de Biccari, en la Apulia, donde el montesiano se coloca al frente de las tropas reales para comandar el asalto a la ciudad. Sobre este acontecimiento existe una narración muy completa de los hechos aportada por José Ametller i Vinyas:

Uno de los caballeros más principales del Reino de Valencia llamado Luis Podius (Despuig) maestre de la orden de Montesa, hombre de grande estatura, ánimo y fuerza, aunque era atacado con toda clase de proyectiles, se quiso mantener firme y no abandonar el lugar a que había llegado; empero acudiendo hacia aquella parte mayor número de enemigos, le cogieron y le arrojaron al foso. No por esto se quiso dar por vencido, sino que levantándose con la mayor audacia, en una abrir y cerrar de ojos, volvió a ocupar el sitio de donde se le había echado. Era este una rampa o pendiente muy violenta y era dificilísimo poderse tener en pie en lo más alto de ella. ¿Qué significaba tal dificultad para un hombre tan animoso? Mandó a los compañeros de armas que estaban más cerca que le apuntalasen y sostuviesen con las picas y partesanas. En esa disposición volvió a batirse bravamente desafiando con la espada y con la lanza a los defensores de la plaza. Mientras heroicamente se conducía recibió una estocada y con ella una herida debajo del ojo derecho; pero ni aún lastimado de este modo desistió de la pelea. Entretanto uno lejos de allí se estaba socavando el muro y como cayese rápidamente en medio de la expectación general, cogió de sorpresa a algunos de los que iban al asalto. Entonces por aquella brecha se efectuó una irrupción de los nuestros dentro de la plaza, rompiendo a sus habitantes que no cejaron en la defensa. Tomado el lugar, se permitió el saqueo a los soldados...

La toma de Biccari generaría un gran prestigio a Luis Despuig, que pasaría a tener un lugar privilegiado dentro de la disciplina castrense del ejército aragonés.

### Luis Despuig diplomático de Alfonso V (1442-1458)
Tras la conquista de Nápoles en 1442, frey Luis Despuig va a convertirse en uno de los hombres de confianza del Magnánimo, actuando como agente diplomático del rey de Aragón ante los principales poderes del Occidente cristiano.
Entre 1443 y 1446, Alfonso V le confía varias embajadas ante el rey de Castilla para tratar de solucionar los problemas entre éste y los infantes de Aragón, hermanos de Alfonso. También por estas mismas fechas, Luis Despuig es nombrado clavero de la Orden de Montesa, cargo que no llegará a ejercer demasiado puesto que sus requerimientos políticos le harán delegar sus funciones en el subclavero de la orden. No obstante, sí que le aportará un valor nominal, ya que la documentación comienza a referirse a Despuig continuamente como el clavero de Montesa.
En 1447 le va a ser encomendada lo que A. Javierre Mur define como uno de los más importantes negocios diplomáticos que registra la Cancillería de Alfonso V de Aragón. El duque de Milán, Felipe María Visconti, no habiendo engendrado hijos varones a los que transmitir sus posesiones, decide ceder al rey de Aragón todos sus dominios y su título ducal en testamento. Para transmitir su disposición y llevar a cabo las negociaciones pertinentes, el envejecido duque pidió al monarca aragonés que le enviase una persona de su mayor confianza para tratar asuntos privados y trascendentales. Una persona con la que pudiera conversar y tratar determinadas cuestiones como si fuese el rey en persona. En este momento entra en escena el clavero de Montesa, que es elegido por Alfonso V para dirigirse a Milán y platicar con el duque. Una vez comunicadas sus intenciones, y enterado el monarca aragonés de ellas, Luis Despuig recibe plena potestad para recibir los estados milaneses de Felipe María Visconti en nombre de Alfonso V y tomar en posesión varias de las fortalezas. Pero finalmente la muerte del duque meses después acabaría frustrando las negociaciones.
Entre los años 1448 y 1453 Luis Despuig sigue desempeñando diferentes labores al servicio del Magnánimo: negociaciones con la Comunidad de Milán y su representante el cardenal de Aquileya, dirección militar de tropas en el norte de Italia, prestación de homenajes y juramentos de fidelidad de nobles, negociaciones con la República de Venecia, etc.
En 1453, estando destinado en Venecia en labores de embajador, el Capítulo General de la orden le designa para el cargo de maestre. Cargo que no podría tomar en posesión hasta dos años después. Con todo, cabe señalar que la labor de Luis Despuig al cargo de la Orden de Montesa va a ser muy limitada durante toda su vida, supeditada siempre a los requerimientos del noble setabense por parte de los monarcas aragoneses.

### Tiempos de Juan II y Fernando II (1458-1482)
Cuando Alfonso el Magnánimo muere en 1458 y el Reino de Nápoles queda segregado de la Corona de Aragón, Luis Despuig retorna a la península ibérica y sigue prestando servicios al solio que ahora ocupa Juan II, hermano del fallecido rey. Sus años en Italia le harán postularse inicialmente como especialista y asesor de Juan en los asuntos de aquellas tierras, pero desde pronto sus grandes dotes como diplomático y su gran jerarquía dentro del ejército aragonés le reafirmarán en la posición que antaño el rey Alfonso le otorgara por méritos propios.
A partir de entonces, el nombre de frey Luis Despuig va unido a todas las efemérides del reinado de Juan II: la discordia con el príncipe Carlos, la sublevación catalana, las negociaciones con Luis XI de Francia o los enfrentamientos con el condestable de Portugal y el duque de Anjou. Aunque es probablemente su actuación en la Guerra Civil Catalana la más conocida, sobre todo por el suceso de la Força de Gerona, donde consigue defender la fortaleza del asedio al que la había sometido el Conde Hugo Roger de Pallars. Una fortaleza donde se encontraban en ese momento la reina doña Juana Enríquez y el príncipe Fernando, futuro Fernando II de Aragón, con 10 años.
Con el final de la guerra en Cataluña, el maestre de Montesa enfunda la espada de forma definitiva para dedicarse a otros asuntos de menor requerimiento físico. La edad ya no acompañaba a su espíritu combativo, pero su experiencia y sus aptitudes para la política todavía le permitían proseguir con la línea de servicios a la monarquía que venía manteniendo desde hacía más de 40 años. Del mismo modo hubo de pensar el propio rey Juan II cuando el 13 de noviembre de 1472 nombraba a su fiel consejero como lugarteniente general del Reino de Valencia. A partir de entonces, frey Luis Despuig toma las riendas de los territorios valencianos como alter ego del monarca hasta el año 1478.
Un año después, Juan II muere, y Fernando II es nombrado rey de Aragón. Nada más llegar al trono, el nuevo monarca no duda en ratificar los privilegios que sus predecesores había concedido a la persona del maestre, y le permite, según su voluntad, darle espacio para dedicarse a sus responsabilidades dentro de la Orden de Montesa, cosa que había postergado sobremanera por el cumplimiento de sus obligaciones cortesanas.
No obstante, en 1482 se produce una última demanda de sus servicios por parte del rey Fernando. La inestabilidad política y económica que venía deteriorando la vida pública del Reino de Valencia se erigía como un serio inconveniente para los planes del monarca aragonés. La guerra con Granada estaba cerca y debía partir hacia el sur a la cabeza del ejército, pero no convenía marchar dejando atrás los problemas sin resolver. Es por ello que recurre a las manos del maestre de Montesa para recoger las riendas del maltrecho carro valenciano, a fin de que su experiencia y su mano izquierda consiguieran apaciguar la situación. De este modo, el 28 de junio de 1482, Fernando el Católico expedía en Córdoba el segundo nombramiento de frey Luis Despuig como lugarteniente general del Reino de Valencia.
Sin embargo, los planes del rey Fernando II se fueron al traste tres meses después. El 3 de octubre de 1482, frey Luis Despuig moría en el Palacio maestral de Valencia, y con él todas las esperanzas depositadas por el Rey Católico en el proyecto de la autoridad real y el apaciguamiento social en el reino del Turia.